# 1174 Marmara
Marmara (asteróide 1174) é um asteróide da cintura principal com um diâmetro de 16,21 quilómetros, a 2,6673015 UA. Possui uma excentricidade de 0,1167265 e um período orbital de 1 916,71 dias (5,25 anos).
Marmara tem uma velocidade orbital média de 17,1397419 km/s e uma inclinação de 10,09929º.
Esse asteróide foi descoberto em 17 de Outubro de 1930 por Karl Reinmuth.